# 刘峰岩
刘峰岩（1940年1月—），汉族，河北任丘人，中华人民共和国政治人物、第十一届全国政协委员。
加入中国共产党，担任十一届全国政协常务委员、提案委员会副主任、中共中央纪委原副书记。2008年，当选第十一届全国政协常务委员，代表中国共产党，分入第一组。并担任提案委员会副主任。